# Edy Cohen
Edy Cohen (hebräisch אדי כהן; geboren als Edward Cohen Halala am 18. Februar 1972 in Beirut, Libanon) ist ein israelischer Journalist.

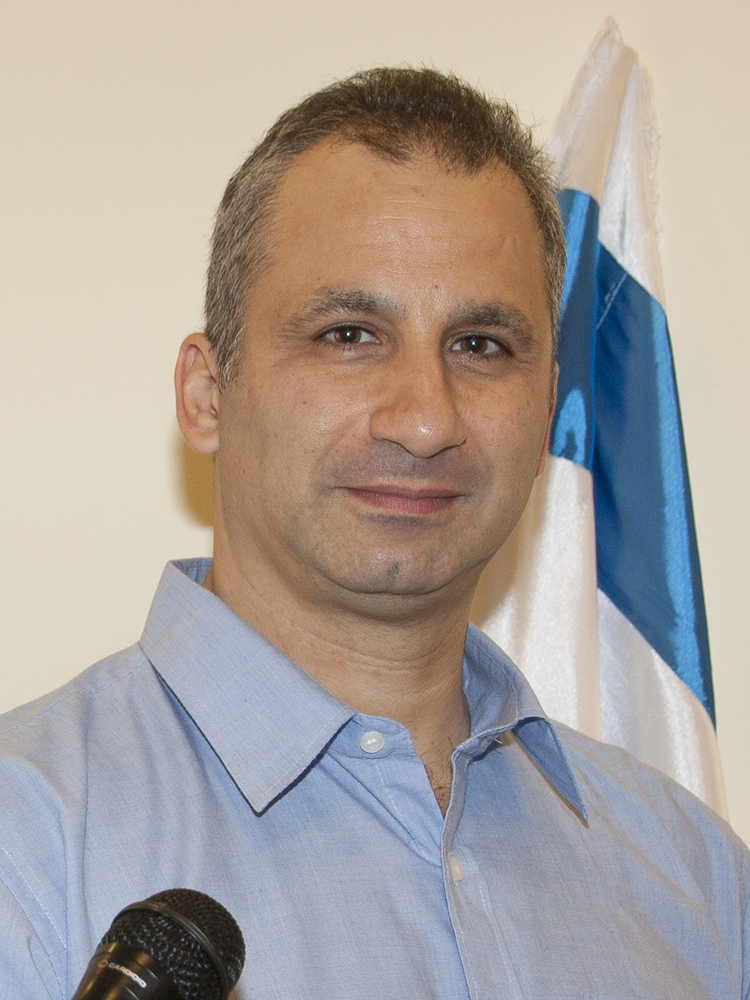
Edy Cohen (2014)

## Leben
Edward Cohen Halala stammte aus einer seinerzeit wohlhabenden jüdischen Familie im Libanon. Er besuchte eine christliche Schule in Beirut. Im Jahr 1985 wurde sein Vater aus rassistischen Gründen gekidnappt und ermordet. Cohens Familie wurde aus dem Land vertrieben. Cohen kam 1995 nach Israel. Er studierte Politische Wissenschaft an der Bar-Ilan-Universität und erwarb dort B.A., M.A. und einen Ph.D. in Nahostgeschichte. Cohen ist doppelsprachig Hebräisch und Arabisch und beherrscht außerdem Französisch, Englisch und Spanisch. Er arbeitete eine Zeit als Postdoc am  Menachem Begin Center for Underground Movement Research der Bar-Ilan-Universität und seither als Journalist und Buchautor. 
Cohen veröffentlichte 2017 eine Untersuchung über Mahmoud Abbas, der in seiner 1982 an der Patrice-Lumumba-Universität in Moskau vorgelegten Dissertation und seinem 1984 veröffentlichten Buch Al-wajh al-ʾāḫar: al-ʿalāqāt as-sirriyya bayna n-nāziyya wa-ṣ-ṣiḥyūniyya (Die andere Seite: Die Verbindungen zwischen Zionismus und Nazismus 1933–1945) behauptet hatte, dass die politischen Führer des Zionismus den deutschen Nationalsozialismus gefördert hätten, um die Einwanderung der europäischen Juden nach Palästina zu beschleunigen, und dabei den Holocaust billigend einkalkuliert haben sollen. 2021 veröffentlichte Cohen in Hebräisch eine Untersuchung der Tagebücher Mohammed Amin al-Husseinis während seines Aufenthaltes im nationalsozialistischen Deutschen Reich von 1941 bis 1945 unter dem Titel Der Mufti und die Juden.   

## Schriften (Auswahl)

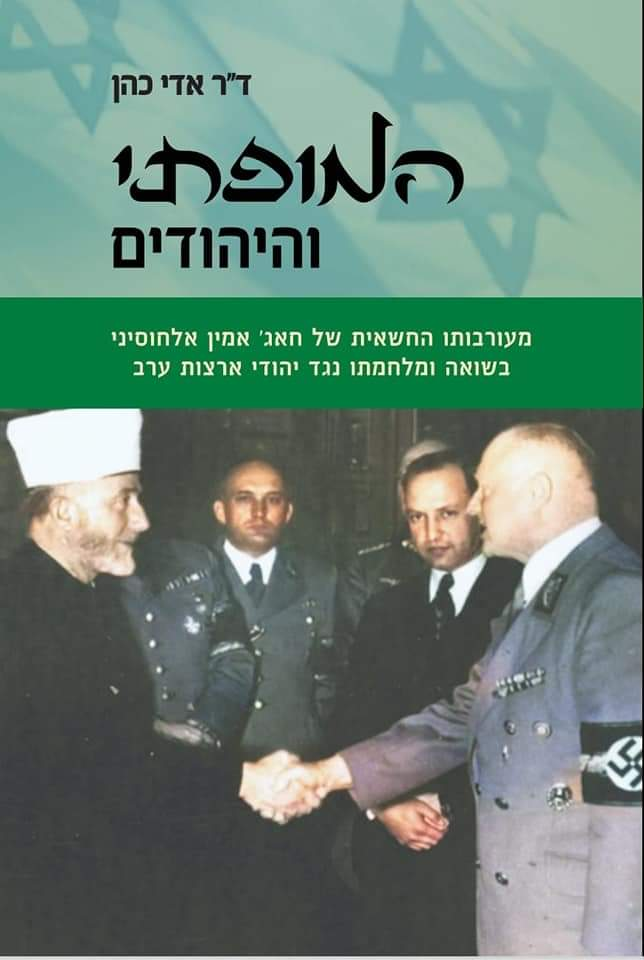
Buchtitel: Der Mufti und die Juden (2021)

- The Grand Mufti’s Nazi connection, Jerusalem Post, 7. April 2014
- How Holocaust Denial Shaped Mahmoud Abbas’ Worldview, The Tower Magazine, Mai 2016
- The Holocaust in the Eyes of Mahmoud Abbas. (hebräisch). 2017
- The Mufti and the Jews – The Involvement of Haj Amin el-Husseini in the Holocaust and his War on the Jews of the Arab Countries 1935–1946. (hebräisch). Ariel Research Center for Defense and Communications, Tel Aviv 2021, ISBN 965-92786-8-3